# Lorenzo Priuli (kardynał)
Lorenzo Priuli (ur. w 1537 w Wenecji, zm. 26 stycznia 1600 tamże) – włoski kardynał, patriarcha Wenecji.

## Życiorys
Urodził się w 1537 roku w Wenecji, jako syn Giovanniego Priuliego i Laury Donà. Studiował w Padwie, a następnie został ambasadorem weneckim na ślub Franciszka Medyceusza i Joanny Habsburżanki. Funkcję ambasadora pełnił także w Hiszpanii (1572), Francji (1579–1582) i przy Stolicy Piotrowej (1583–1586). w 1590 roku przyjął święcenia kapłańskie. 7 stycznia 1591 roku został wybrany patriarchą Wenecji, a osiemnaście dni później przyjął sakrę. Podczas spawowania urzędu, wizytował parafie, nawet niebędące pod jego jurysdykcją, a także przeprowadził dwa synody. 5 czerwca 1596 roku został kreowany kardynałem prezbiterem i otrzymał kościół tytularny Santa Maria in Traspontina. Zmarł 26 stycznia 1600 roku w Wenecji.